# 1910 Mikhailov
1910 Mikhailov là một tiểu hành tinh vành đai chính được phát hiện bởi Lyudmila Zhuravlyova 8 tháng 10 năm 1972 ở Đài vật lý thiên văn Crimean.Nó được đặt theo tên của
Aleksandr Aleksandrovich Mikhailov, một nhà thiên văn học người Nga và là viện sĩ viện Hàn lâm Liên Xô làm việc tại Đài thiên văn Pulkovo từ 1947 đến 1982.